# BMW 328

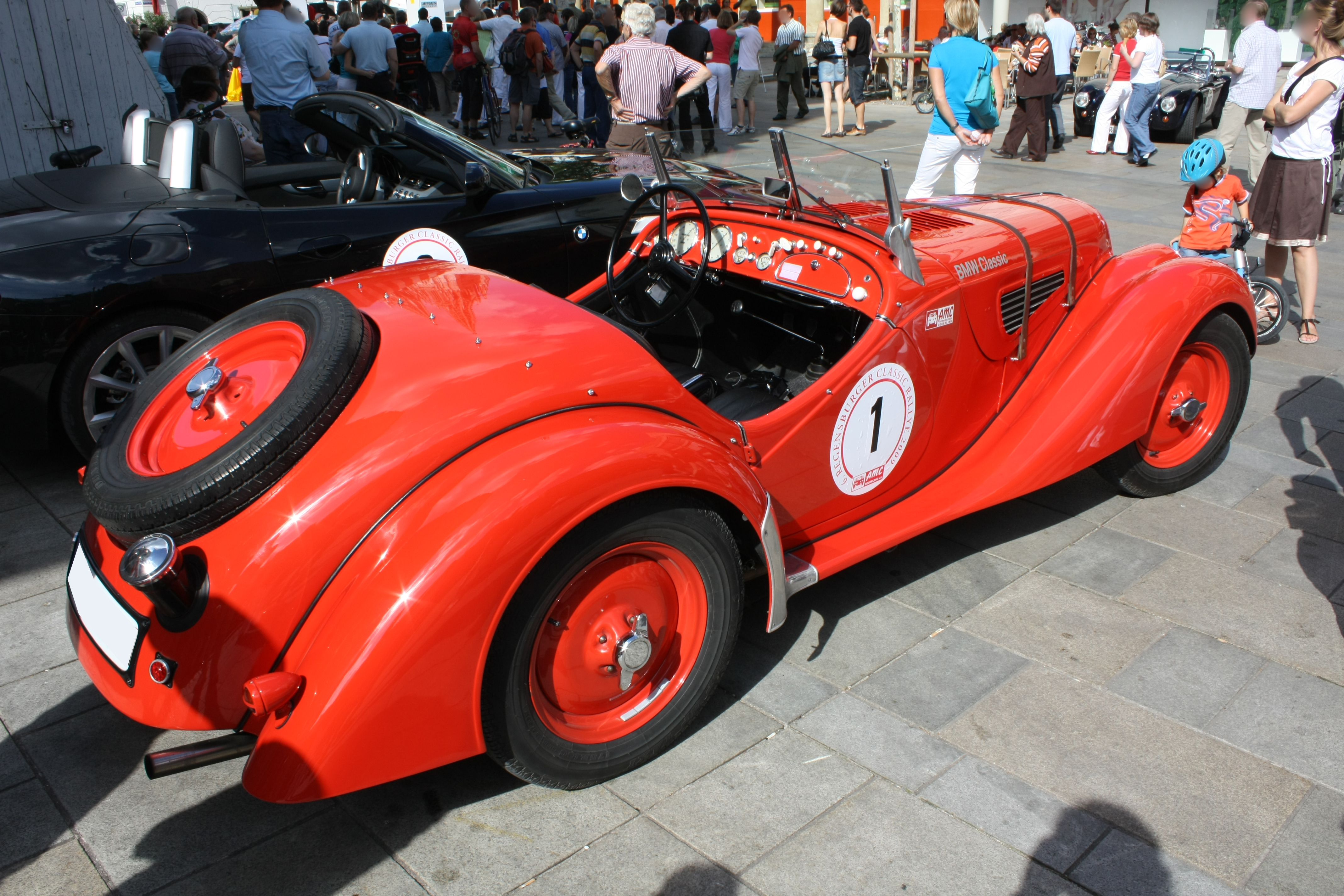
Vista posterior del BMW 328.

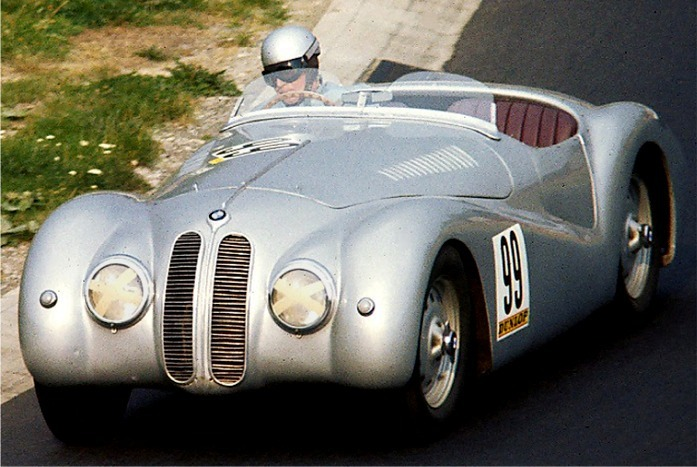
BMW 328 Mille Miglia de 1940, pilotat per Adolf Brudes (Nürburgring, 1976).

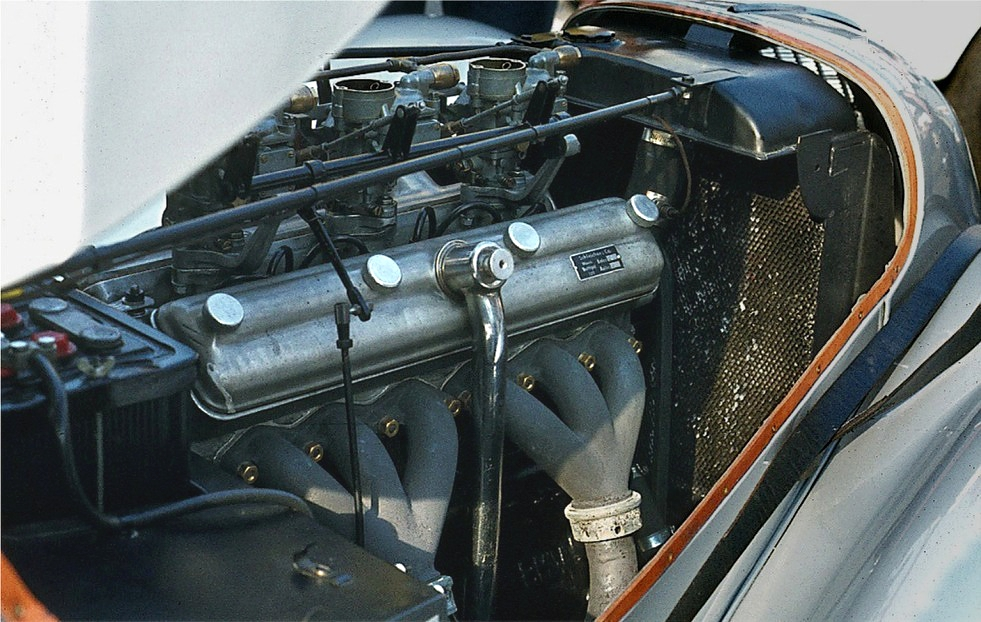
Motor del BMW 328.

El BMW 328 és un automòbil esportiu produït per la marca alemanya BMW entre 1936 i 1940. Dissenyat per Fritz Fiedler, presentava moltes característiques avançades per al seu temps, com ara un bastidor tubular i un motor amb cambres de combustió hemisfèriques.

## Producció
El BMW 328 va ser produït a la fàbrica de Eisenach (Turíngia, Alemanya), la qual, després de la Segona Guerra Mundial, es trobava a la zona d'ocupació russa, i la fabricació d'automòbils a Eisenach seguiria una trajectòria dirigida per l'estat fins a la reunificació alemanya el 1989. En total es van fabricar 464 unitats del 328 (entre totes les versions).

## Influència a Bristol
Després de la Segona Guerra Mundial, un dels 328 Mille Miglia (camuflat com Frazer Nash) i plans tècnics de BMW per a l'automòbil, van ser presos de la fàbrica bombardejada de BMW per representants anglesos de les empreses Bristol Aeroplane Company i Frazer Nash. Bristol Cars va ser creada per construir automòbils complets, denominats Bristol, i també subministrar motors a Frazer Nash per a tots els automòbils de la postguerra. El primer automòbil de Bristol, el 400, es va basar en gran manera en els plans de BMW.

## El 328 en l'esport motor
El 328 va guanyar el RAC Ral·li a 1939 i va aconseguir un cinquè lloc final (primer en la categoria) a les 24 hores de Le Mans de 1939.

### Mille Miglia
El1938, el BMW 328 es va convertir en el guanyador de la categoria de dues litres de la Mille Miglia.
El 1940, el 328 Mille Miglia Touring Coupé, pilotat per Fritz Huschke von Hanstein amb Walter Bäumer com a copilot, va guanyar la Mille Miglia amb una velocitat mitjana de 166,7 km/h (103,6 mph).
El 2004, el 328 Mille Miglia Touring Coupé es va convertir en el primer automòbil a guanyar tant la Mille Miglia de 1940 com la versió clàssica de la cursa que es realitza avui en dia.

## Premis
El 1999, el BMW 328 va ser nominat com un dels 25 finalistes per a l'automòbil del segle per un grup de periodistes automotrius de tot el món.

## Especificacions
| Fitxa tècnica         | BMW 328                                              |
| Motor                 | 6 cilindres en línia OHV, 2 vàlvules per cilindre.   |
| Cilindrada            | 1.971 centímetres cúbics.                            |
| Diàmetre i carrera    | 66 x 96 mm.                                          |
| Alimentació           | 3 carburadors Solex 30 JF.                           |
| Relació de compressió | 7,5:1                                                |
| Potència màxima       | 80 CV a 5000 rpm.                                    |
| Parell màxim          | 129 Nm a 4000 rpm.                                   |
| Transmissió           | Canvi manual de 4 velocitats.                        |
| Capacitat del tanc    | 50 litres.                                           |
| Refrigeració          | Bomba (7,5 litres d'aigua).                          |
| Pneumàtics            | 5.50 x 16                                            |
| Suspensió             | Davantera independent, amb eix rígid la del darrere. |
| Frens                 | Hidràulics de tambor, amb 280 mm de diàmetre.        |
| Velocitat màxima      | 150 km/h (93 mph).                                   |